# Пич, къде е баща ти?
„Пич, къде е баща ти?“ е американска комедия от 2017 година на режисьора Лорънс Шер (в неговия режисьорски дебют), по сценарий на Джъстин Мален, във филма участват Оуен Уилсън, Ед Хелмс, Джей Кей Симънс, Кат Уилямс, Тери Брадшоу, Винг Реймс, Хари Шиърър, Джун Скуиб, Кристофър Уокън и Глен Клоуз.
Снимките започват на 5 октомври 2015 г. в Атланта, и филмът е пуснат в Съединените щати на 22 декември 2017 г. от Warner Bros. Pictures.
В България е пуснат по кината на същата дата от Александра Филмс.
На 22 декември 2020 г. е излъчен по bTV Cinema с български войсоувър дублаж, направен в студио VMS. Екипът се състои от:
| Озвучаващи артисти  | Татяна Захова Ася Рачева Станислав Димитров Момчил Степанов Симеон Владов |
| Преводач            | Силвия Вълкова                                                            |
| Тонрежисьор         | Сибин Златарев                                                            |
| Режисьор на дублажа | Радослав Рачев                                                            |